# Estación de Iznalloz
Iznalloz es una estación de ferrocarril situada en el municipio español de Iznalloz, en la provincia de Granada, comunidad autónoma de Andalucía. Cuenta con servicios de Media Distancia ofrecidos por Renfe. La estación pertenece a la red de Adif.

## Situación ferroviaria
Las instalaciones se encuentran situadas en el punto kilométrico 23,7 de la línea férrea de ancho ibérico Moreda-Granada, a 771 metros de altitud sobre el nivel del mar. Se sitúa entre las estaciones de Píñar y Deifontes. El tramo es de vía única y está sin electrificar.

## Historia
La estación fue inaugurada en 1904 junto al resto de la línea Moreda-Granada, construida por la Compañía de los Caminos de Hierro del Sur de España. Con posterioridad la propiedad de la estación pasaría a manos de la Compañía de los Ferrocarriles Andaluces y en 1941, con la nacionalización de toda la red ferroviaria de ancho ibérico, se integró en la recién creada RENFE. Desde el 1 de enero de 2005 el ente Adif es la titular de las instalaciones ferroviarias, mientras que Renfe Operadora explota la línea.

## La estación
Consta de 5 vías, de las cuales 3 son para servicios de viajeros, y de 2 andenes, uno lateral con marquesina y el otro central.
En la actualidad es una de las 6 estaciones ferroviarias que presta servicio de viajeros en la Provincia de Granada, que llegó a tener cerca de 30 estaciones operativas a principios de la década de los 80.

## Servicios ferroviarios

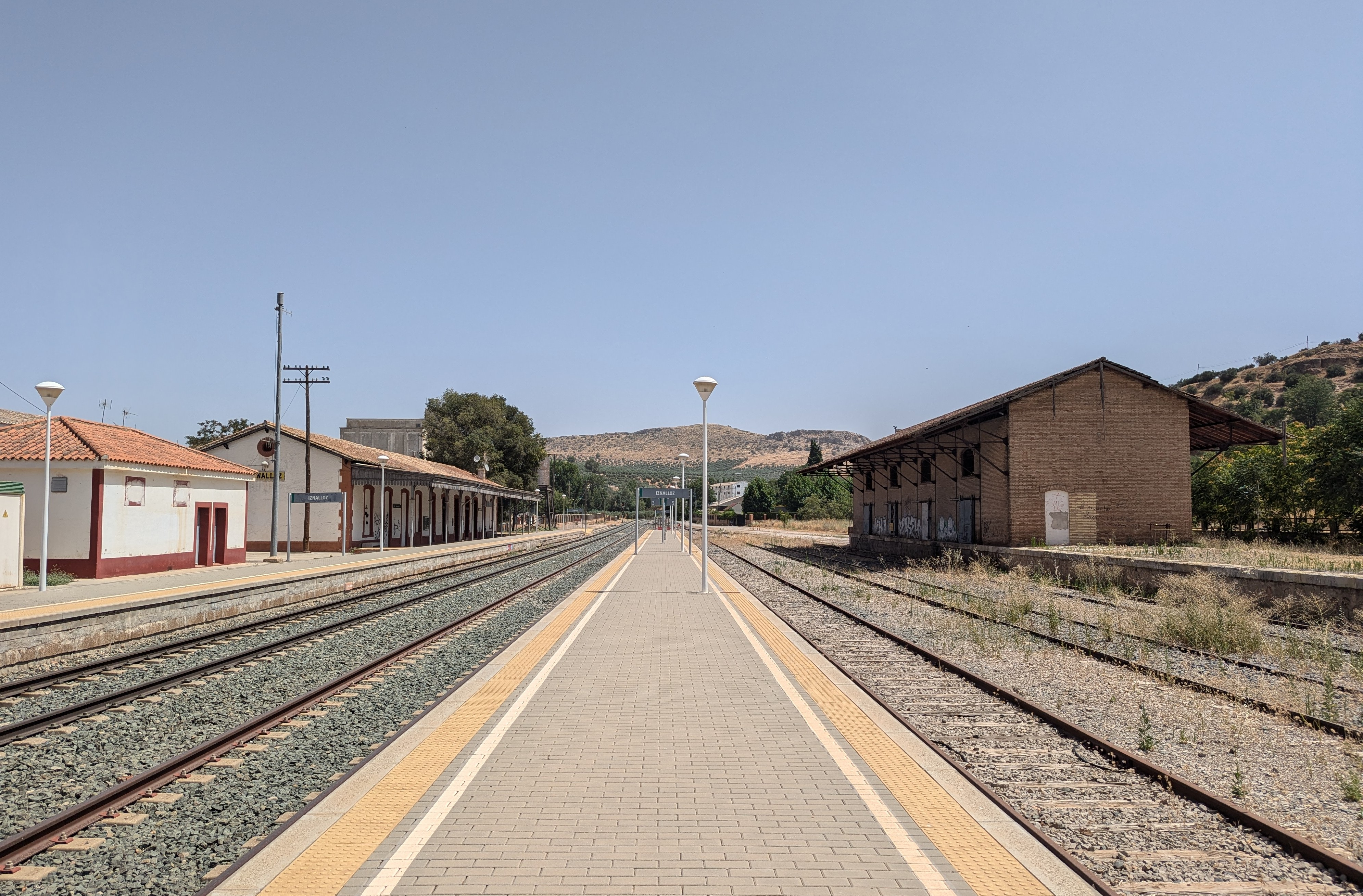
Vista desde el andén central